# 海にうつる月
「海にうつる月」（うみにうつるつき）は、バンド『たま』の4thシングルである。1991年4月5日リリース。オリコンチャート最高22位。

## 解説
表題曲は2ndアルバム『ひるね』からのシングルカットで、本作で初めて滝本の楽曲が表題曲を飾った。パーカッションの石川がオルガンを弾いており、PVはビデオ「野球」と同じ映像になっている。同曲は川崎製鉄（現・JFEスチール）CFソングに使用され、1991年4月26日のテレビ朝日『ミュージックステーション』に出演した。
カップリング曲はシングル以外ではベストアルバム『まちあわせ』のみ収録。しかし同作が廃盤になって以降、オリジナルアルバム再発売時「ばいばいばく」が追加収録されなかったため、2009年3月4日に再発売されるまでは、長期に渡って入手困難な曲であった。
2013年1月12日に2ndアルバム『ひるね』が最新リマスタリング＆紙ジャケット仕様で再発売された際には、「ばいばいばく」がボーナストラックとして収録されている。

## 収録曲
1. 海にうつる月
作詞・リードボーカル：滝本晃司、・作曲：たま
川崎製鉄（現・JFEスチール）CFソング
2. ばいばいばく
作詞・リードボーカル：柳原陽一郎・作曲：たま
曲の途中で「おやすみいのしし」が登場する。

## 収録アルバム
海にうつる月
- ひるね
- まちあわせ
- たまセレクション

ばいばいばく
- まちあわせ
- ひるね（再発盤）